# كليمنس ديفوراك
كليمنس ديفوراك هو لاعب غولف نمساوي، ولد في 14 يوليو 1988.